# Picabaies becut pitgrís
El picabaies becut pitgrís (Oedistoma iliolophus) és una espècie d'ocell de la família dels melanocarítids (Melanocharitidae).
Habita els boscos de les terres baixes de les illes Raja Ampat, a Waigeo, Nova Guinea, Yapen, Meos i Arxipèlag D'Entrecasteaux.